# Lentillac-du-Causse
 Lentillac-du-Causse  (en occitano Lentilhac) es una población y comuna francesa, situada en la región de Mediodía-Pirineos, departamento de Lot, en el distrito de Cahors y cantón de Lauzès.

## Demografía
| 134 | 119 | 101 | 108 | 103 | 91 |
| Para los censos de 1962 a 1999 la población legal corresponde a la población sin duplicidades (Fuente: INSEE [Consultar]) |     |     |     |     |    |